# تپه چیا درکه
تپه چیا درکه مربوط به عصر مس - عصر آهن است و در شهرستان سلسله (الشتر)، بخش مرکزی، دهستان دوآب، ۳۵۰ متری جنوب غرب روستای نیازآباد واقع شده و این اثر در تاریخ ۳۰ بهمن ۱۳۸۶ با شمارهٔ ثبت ۲۱۱۱۳ به‌عنوان یکی از آثار ملی ایران به ثبت رسیده است.